# Chaetodon punctatofasciatus
Chaetodon punctatofasciatus es una especie marina del género Chaetodon.

## Descripción
Alcanza hasta 12 cm de longitud. Presenta bandas verticales de color amarillo en el cuerpo, alternadas con filas de puntos negruzcos.Tiene una banda vertical naranja con borde negro sobre el ojo. El borde posterior de la aleta caudal es transparente. El pedúnculo caudal es de color naranja brillante.

## Distribución y hábitat
Se encuentra cerca de las Isla Navidad las Islas de La Línea, al norte de las islas Ryukyu, al sur de Rowley Shoals y la Gran Barrera de Coral y en todo el norte de Micronesia. Común en zonas ricas en coral y aguas cristalinas y en los arrecifes mar adentro. A veces se encuentran en plataformas de los arrecifes submareales exteriores. Se alimenta de algas filamentosas, corales e invertebrados bentónicos.